# Igor Gomes (calciatore 2001)
Igor Gomes Silva (Barra Mansa, 6 marzo 2001) è un calciatore brasiliano, difensore dello Shabab Al-Ahli.

## Carriera
Dopo aver fatto parte del settore giovanile del Coimbra, nel 2019 è entrato a far parte dell'academy del Barcellona. Ha esordito il 1 novembre 2020 contro il Prat in Segunda División B.
Nel 2022 è tornato in patria all'Internacional.

## Statistiche

### Presenze e reti nei club
Statistiche aggiornate al 18 maggio 2022.
| Stagione        | Squadra         | Campionato      | Campionato | Campionato | Coppe nazionali | Coppe nazionali | Coppe nazionali | Coppe continentali | Coppe continentali | Coppe continentali | Altre coppe | Altre coppe | Altre coppe | Totale | Totale | Totale |
| Stagione        | Squadra         | Comp            | Pres       | Reti       | Comp            | Pres            | Reti            | Comp               | Pres               | Reti               | Comp        | Pres        | Reti        | Pres   | Reti   |        |
| --------------- | --------------- | --------------- | ---------- | ---------- | --------------- | --------------- | --------------- | ------------------ | ------------------ | ------------------ | ----------- | ----------- | ----------- | ------ | ------ | ------ |
| 2020-2021       | Barcellona B    | SDB             | 4          | 0          |                 | -               | -               |                    | -                  | -                  |             | -           | -           | 4      | 0      |        |
| 2021-2022       | Barcellona B    | PDR             | 0          | 0          |                 | -               | -               |                    | -                  | -                  |             | -           | -           | 0      | 0      |        |
| 2022            | Internacional   | PD/RS+A         | 0+3        | 0          | CB              | 0               | 0               |                    | -                  | -                  |             | -           | -           | 3      | 0      |        |
| 2023            | Internacional   | PD/RS+A         | 1+5        | 0          | CB              | 1               | 0               | CL                 | 2                  | 0                  |             | -           | -           | 9      | 0      |        |
| Totale carriera | Totale carriera | Totale carriera | 13         | 0          |                 | 1               | 0               |                    | 2                  | 0                  |             | -           | -           | 16     | 0      |        |

## Palmarès
- Supercoppa degli Emirati Arabi Uniti: 1

Shabab Al-Ahli: 2024
- Campionato emiratino: 1

Shabab Al-Ahli: 2024-2025